# La Bataille interplanétaire
Pour plus de détails, voir Fiche technique et Distribution.
La Bataille interplanétaire (Uchū Daisensō, titre international : Battle in Outer Space) est un film japonais réalisé par Ishirō Honda, sorti en 1959.

## Fiche technique
- Titre : La Bataille interplanétaire
- Titre original : Uchū Daisensō
- Titre international : Battle in Outer Space
- Réalisation : Ishirō Honda
- Scénario : Jojiro Okami, Shinichi Sekizawa (en)
- Musique : Akira Ifukube
- Pays d'origine : Japon
- Format : Couleur
- Genre : Action, science-fiction
- Durée : 90 minutes
- Dates de sortie :
  -  Japon : 26 décembre 1959

## Distribution
- Ryō Ikebe : Maj. Ichiro Katsumiya
- Kyōko Anzai  : Etsuko Shiraishi
- Minoru Takada  : The Commander
- Koreya Senda  : Professor Adachi
- Len Stanford  : Dr. Roger Richardson
- Harold Conway  : Dr. Immerman (comme Harorudo Konwei)
- Elise Richter  : Sylvia (comme Erisu Rikutâ)
- Hisaya Itō  : Kogure
- Yoshio Tsuchiya  : Iwomura
- Nadao Kirino  : Gravity Man
- Kōzō Nomura  : Rocket Commander
- Fuyuki Murakami  : Inspector Iriake
- Ikio Sawamura  : Lantern Man
- Takuzô Kumagai  : Alien (comme Jirō Kumagai)
- Katsumi Tezuka  : Alien
- Mitsuo Tsuda  : Alien
- Tadashi Okabe  : Newscaster
- Osman Yusuf  : Bystander (as Osuman Yusefu)
- Malcolm Pearce  : Dr. Achmed (comme Marukon Piâsu)
- Leonard Walsh  : Thomas Sheldon (comme Reonarudo Weruchi)
- George Wyman  : Roger
- Yasuhisa Tsutsumi  : Official
- Dona Carlson  : Roger's Wife
- Kisao Hatamochi  : Alien
- Kôichi Satô  :
- Yasuo Araki  : Alien
- Heinz Bodmer  : Advisor
- Rinsaku Ogata  : Astronomer
- Yutaka Oka  : Scientist
- Shigeo Katô  : Astronomer
- Saburô Kadowaki  : Astronomer
- Keisuke Yamada  : Alien
- Yukihiko Gondô  : Official
- Kôji Kamimura  : Alien
- Shinjirô Hirota  : Alien
- Andrew Hughes : Meeting attendees (uncredited)